# Leptochiton rugatus
Leptochiton rugatus är en blötdjursart som först beskrevs av Carpenter in Pilsbry 1892.  Leptochiton rugatus ingår i släktet Leptochiton och familjen Leptochitonidae. Inga underarter finns listade i Catalogue of Life.